# 許綾香
許 綾香（きょ あやか、10月28日 - ）は、日本の女性声優。埼玉県出身。ケンユウオフィス所属。

## 略歴
国際基督教大学教養学部国際関係学科卒業。1年間はカリフォルニア大学アーバイン校に留学していた。
talk backを経てケンユウオフィスに所属。

## 出演

### テレビアニメ
2006年
- 学園ヘヴン BOY'S LOVE HYPER!（生徒1）
- 女子高生 GIRL'S-HIGH（後輩）

2007年
- 怪物王女（女生徒B）
- もえたん（司会、少女、女子高生3、美人お姉さん、幼稚園の先生、来客女）※英語指導も担当

2009年
- うちの3姉妹（ノア、お姉さん）
- 毎日かあさん（豊くん、コウくん、近所の奥さん、世界の人々、岩村家兄弟、千夏ちゃん、まゆちゃんママ 他）

2011年
- メタルファイト ベイブレード 4D（クリスの仲間A）

2020年
- ソードアート・オンライン アリシゼーション War of Underworld（莓莓香のフレンドB、電子音声）

2025年
- ぷにるはかわいいスライム（ぷにるランド来場客）

### 劇場アニメ
- 劇場版 抱かれたい男1位に脅されています。〜スペイン編〜（2021年、観客）

### OVA
- オズの魔法使いの交通安全の旅（ドロシー）
- ひまわりのように（川崎沙也香）
- 恋する暴君（2010年、巽かなこ）
- 間の楔 第2期（2012年、ペットB）

### ゲーム
- 巨影都市（山村美穂[4]）
- シュート
- Promised Land（メイド）

### ドラマCD
- 愛俺!男子校の姫と女子校の王子〜男子寮潜入編〜（女生徒2）
- 恋する暴君（巽かなこ）
- 公使閣下の秘密外交（吉永孝司〈子供〉）
- さあ恋におちたまえ4（店内アナウンス）
- G線上の猫（三森）
- 守護霊様に憑いてコイ（女生徒）
- 女子高生 GIRL'S-HIGH（時報の声）

### 吹き替え

#### 映画・ドラマ
- アースクエイクバード
- アイス・クエイク（シェーン・ウェブスター〈ライアン・グランサム〉）
- 愛と死の間で（看護師 他）
- アヴァロン 千年の恋
- ER XV 緊急救命室 #17（クレイ・ディクソン〈アーロン・ブラウン〉）
- ウォルト・ディズニーのサンタクローズ3/クリスマス大決戦!（物を運ぶ妖精 他）
- 英語完全征服（ヴィクトリア）
- エイリアス（少女）
- ザ・ソプラノズ 哀愁のマフィア（リアノン）
- CSI:10 科学捜査班
- ジョージアの日記/ゆーうつでキラキラな毎日
- スターゲイト（ラムス）
- ジョナス（メイシー）
- ジョナス in l.A.（メイシー）
- セイディ my ダイアリー（女子生徒）
- センター・オブ・ジ・アース ※テレビ朝日版
- 第一容疑者 希望のかけら
- デッド・ゾーン（エミリー・ルームリー）
- 花より男子〜Boys Over Flowers（浅井百合子〈ジンジャー〉）
- ハプニング
- ハリエットはティーン・スパイ
- マイ・プリンセス（カン・ソナ）[5][6]
- 名探偵モンク3（男の子） #9
- 妖精ファイター（テス、ケリー）
- 世にも奇妙な話 ザ・ムービー（ベニース）
- レスキュー・ミー NYの英雄たち（テレサ）
- 私はラブ・リーガル2

#### アニメ
- スパイダーマン&アメイジング・フレンズ（女生徒）
- トイ・ストーリーシリーズ（トリクシー）
  - トイ・ストーリー3
  - ハワイアン・バケーション
  - トイ・ストーリー・オブ・テラー!（ペッツ・キャット、ベッツィー、配達員）
  - トイ・ストーリー 謎の恐竜ワールド
  - トイ・ストーリー4
  - フォーキーのコレって何?
- ドーラ（ティコ、ドーラの妹、赤ちゃん、キツネの赤ちゃん、赤ちゃんゴリラ、赤ちゃんガニ、メイ 他）

### ボイスオーバー
- 突撃!大人の職業体験（女性1）

### ナレーション
- おもてなしのこころ
- Clinical Engineering別冊「人工心肺安全ガイドライン」附録DVD
- ジェトロ ビジネスライブラリー
- 世界のリゾート料理紀行
- 萩原流行のレザーシャンプー
- EXERMUSIC(エクサミュージック)「走りながら英単語」

### 舞台
- うちに来るって本気ですか（御殿場真琴）

### その他コンテンツ
- 日本弁理士協会（ケンタ）
- 政府CM みなとタバコルール（タイトルコール）
- 東京ディズニーシーのアトラクション トイ・ストーリー・マニア!（トリクシー）
- ポケモンマスターズ 広報・PV（2019年 - 2023年、カナの声[7]）